# Gungerd Wikholm
Gungerd Helene Wikholm-Östling, född 14 oktober 1954 i Karis, är en finländsk författare och journalist. 
Wikholm är sedan 1973 knuten till Finlands rundradio, där hon främst profilerat sig genom insiktsfulla kulturprogram. Hon debuterade som poet med Torplandet (1982) och har sedan publicerat en rad samlingar, bland annat  Ur vattnets arkiv (1993), Stora dagen, lilla natten (1995) och Brokadstaden (1999). Hon har en fin förmåga att beskriva ögonblickets betydelse i våra liv. I Fernando Pessoas och Tua Forsströms anda låter hon vardagsnuet vidgas bortom tid och rum. Hennes dikter bygger på stark musikalitet, antingen de målar upp kärlekens rörelser eller återger skiftningar i naturspelet. Bakom det jordnära greppet skimrar en personlig form av mystik, som ett hopp om försoning, där man går "stilla genom natt och gräs". Hon tilldelades Längmanska kulturfondens Finlandspris till finlandssvenska författare 1993.
Wikholm är sedan 1990 gift med journalisten Tom Östling.